# 克莱勒
克莱勒（法語：Clesles，法語發音：[klɛl]）是法国马恩省的一个市镇，属于埃佩尔奈区。

## 地理
克莱勒（48°32'1"N, 3°49'54"E）面积13.26 平方千米，位于法国大東部大區马恩省，该省份为法国东北部内陆省份，北起阿登省，西北接埃纳省，西南接塞纳-马恩省，南至奥布省，东南接上马恩省，东临默兹省。
与克莱勒接壤的市镇（或旧市镇、城区）包括：沙特尔、奥布河畔埃特雷勒、迈济耶尔-拉格朗德帕鲁瓦斯、圣乌尔夫、巴涅、圣瑞斯特索瓦日。

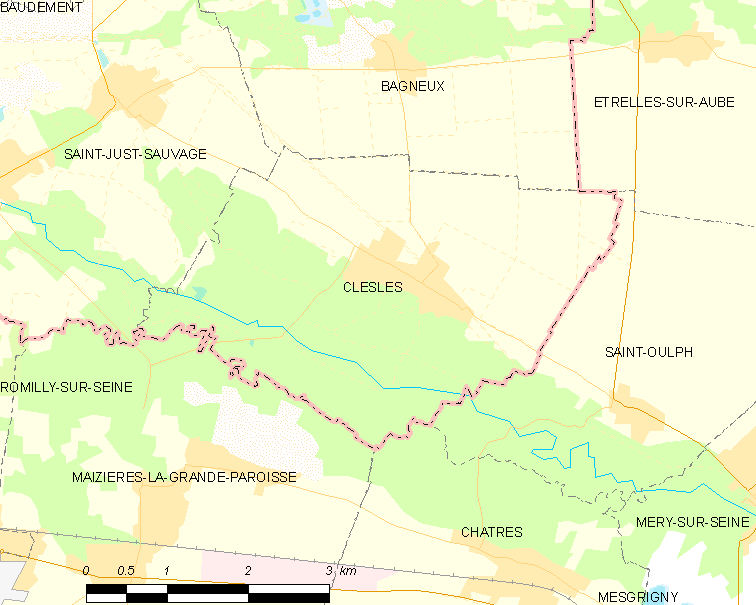
克莱勒的OSM定位图

克莱勒的时区为UTC+01:00、UTC+02:00（夏令时）。

## 行政
克莱勒的邮政编码为51260，INSEE市镇编码为51155。

## 政治
克莱勒所属的省级选区为韦尔蒂-香槟平原县。

## 人口

1962-2008年间克莱勒人口变化图示

克莱勒于2022年1月1日时的人口数量为631人。